# Antepipona multimaculatus
Antepipona multimaculatus är en stekelart som beskrevs av Gusenleitner 2005. Antepipona multimaculatus ingår i släktet Antepipona och familjen Eumenidae. Inga underarter finns listade i Catalogue of Life.